# António José Rafael
António José Rafael (* 11. November 1925 in Paradinha; † 29. Juli 2018) war ein portugiesischer Geistlicher und römisch-katholischer Bischof von Bragança-Miranda.

## Leben
António José Rafael empfing seiner philosophischen und theologischen Ausbildung an der Päpstlichen Universität von Salamanca am 22. August 1948 die Priesterweihe.
Papst Paul VI. ernannte ihn am 2. Dezember 1976 zum Weihbischof in Bragança e Miranda und Titularbischof von Budua. Der Apostolische Nuntius in Portugal, Erzbischof Angelo Felici, spendete ihm am 13. Februar des nächsten Jahres die Bischofsweihe; Mitkonsekratoren waren António de Castro Xavier Monteiro, Erzbischof ad personam von Lamego, und Manuel de Jesus Pereira, Bischof von Bragança e Miranda.
Am 26. Februar 1979 wurde er durch Papst Johannes Paul II. zum Bischof von Bragança e Miranda ernannt. Am 13. Juni 2001 nahm Johannes Paul II. seinen altersbedingten Rücktritt an.